# Arlena di Castro
Arlena di Castro là một đô thị ở tỉnh Viterbo trong vùng Latium của Ý, có cự ly khoảng 80 km về phía tây bắc của Roma và khoảng 15 km về phía tây của Viterbo.
Arlena di Castro giáp các đô thị: Cellere, Piansano, Tessennano, Tuscania.
Đô thị này được Alessandro Farnese thành lập vào thế kỷ 16 để cung cấp nơi ở cho người tị nạn từ Allerona.